# Kikuyō
Kikuyō (菊陽町, Kikuyō-machi) est un bourg situé dans le district de Kikuchi (préfecture de Kumamoto), au Japon.